# Nachtspiele
Nachtspiele ist ein deutscher Spielfilm der DEFA von Werner Bergmann aus dem Jahr 1979.

## Handlung
Herr Paul ist ein Architekt auf Dienstreise, der des Öfteren im Interhotel Potsdam übernachtet, da er in einem kleinen Ort der Umgebung ein Projekt betreut, bei dem er einen alten Dorfkern vor dem Abriss bewahren will. Um den Rest des Tages zu verbringen, sitzt er in der Hotellhalle. Hier kommt eine Frau in seinem Alter, also Mitte bis Ende Dreißig, auf ihn zu und begrüßt ihn. Es stellt sich heraus, dass sie die Ehefrau eines seiner Sportfreunde ist. Sie kam mit dem Auto nach Potsdam, um etwas zu erledigen und wegen einer Panne muss dieses bis zum nächsten Tag in einer Werkstatt repariert werden. Auf Anraten ihres Mannes soll sie in Potsdam übernachten, im Hotel ist aber vorerst kein Zimmer frei.
Zur gleichen Zeit checkt im Hotel ein junges Ehepaar ein, welches noch zu Hause bei den Eltern und Großeltern wohnt und endlich einmal eine Nacht in Ruhe allein verbringen möchte. Die Oma passt in der Zeit auf ihr Kind auf. Um die Zeit zu nutzen, verschwinden beide schnellstmöglich auf ihr Zimmer. Nachdem beide miteinander geschlafen haben, entwickelt sich eine Diskussion darüber, ob es nun schön war oder nicht. Als Ergebnis verschwinden sie erst einmal wieder aus den Betten.
Herr Paul und Frau Sbrchylinska gehen in der Zwischenzeit im Hotelrestaurant speisen und führen bei einer Flasche Wein angeregte Gespräche. Auch gehen sie eine längere Zeit um das Hotel herum spazieren. Zurückgekehrt, müssen sie erfahren, dass noch immer kein Zimmer frei ist. Also beschließen beide in die Nachtbar, hoch oben über Potsdam, zu gehen. Dort wird ihnen ein Platz am Tisch des jungen Ehepaares zugewiesen. Die sind in der Bar gelandet, da ihnen eine achtlos über den Fernsehapparat geworfene Bettdecke zum Verhängnis geworden ist. Die fing dadurch an zu brennen und bis die Zimmerfrau den Raum wieder in Ordnung gebracht hat, mussten sie das Zimmer verlassen. Zwischen den beiden ungleichen Paaren entsteht aber kein Verständnis füreinander. Besonders die junge Frau ist eifersüchtig auf ihren Mann, da er mit Frau Sbrchylinska tanzte und erschüttert ist sie, dass die beiden älteren zwar verheiratet sind, aber nicht miteinander. Leicht beschwingt, auch durch den Alkohol, gehen sie wieder in ihr Zimmer und bemalen vor lauter Übermut die Tapete um ein Bild herum, mit Zahnpasta, Lippenstift, Creme und ähnlichen. Beim Auszug am nächsten Morgen versichern sie dem Hoteldirektor, das Zimmer wieder in Ordnung zu bringen.
Herr Paul schleust, nach Schließung der Nachtbar, Frau S. an der Rezeption vorbei in sein Zimmer, wo sie erst einmal die Gelegenheit nutzt, zu duschen. Als sie, nur mit einem Handtuch bekleidet, wieder in das Zimmer tritt legt sie sich sofort in das Einzelbett und deckt sich zu, nicht aber ohne vorher das Handtuch abzulegen. Herr Paul will gerade hinterhersteigen, als er merkt, dass sie sofort eingeschlafen ist. Also schiebt er sich zwei Sessel zusammen und verbringt dort den Rest der Nacht. Als er durch die unglückliche Schlafstellung wach wird, geht er noch ein wenig spazieren. In der Hotelhalle erfährt er von der Empfangssekretärin, dass am späten Abend doch noch ein Zimmer nicht in Anspruch genommen wurde.

## Produktion
Die Dramaturgie lag in den Händen von Werner Beck.
Nachtspiele wurde von der Künstlerischen Arbeitsgruppe „Berlin“ auf ORWO-Color gedreht und hatte am 22. Februar 1979 im Berliner Kino Colosseum seine Premiere.
Die Erstausstrahlung im 1. Programm des Fernsehens der DDR erfolgte am 18. April 1980.

## Kritik
Günter Sobe schrieb in der Berliner Zeitung, dass Nachtspiele ein ganz akzeptabler, kleiner, unauffälliger aber gewiss auch kein vollkommener Film sei.
Das Lexikon des internationalen Films bezeichnet den Streifen als spannungslosen Problemfilm mit lustspielhaften Elementen.